# (37893) 1998 FR61
1998 FR61 (asteroide 37893) é um asteroide da cintura principal. Possui uma excentricidade de 0.11418190 e uma inclinação de 1.47761º.
Este asteroide foi descoberto no dia 20 de março de 1998 por LINEAR em Socorro.